# إدوين غراي
إدوين غراي (بالإنجليزية: Edwin Gray)‏ هو محامي وسياسي أمريكي، ولد في 18 يوليو 1743 في الولايات المتحدة، وتوفي في 1801. انتخب عضو مجلس نواب الولايات المتحدة عن ولاية فرجينيا وانتخب عضو مجلس ولاية فرجينيا وانتخب عضو مجلس النواب الأمريكي.